# کنوود هاوس
کنوود هاوس (انگلیسی: Kenwood House) یک خانه بزرگ در شمال غربی لندن است. این سرا که در یک باغ قرار دارد متعلق به سده ۱۸ میلادی بوده و محلی برای نمایش آثار هنری نظیر تابلوهای نقاشی است. بازدید از خانه کنوود هاوس برای عموم آزاد است. در باغ کنوود هاوس، مجسمه‌هایی نیز موجود است.

## نگارخانه

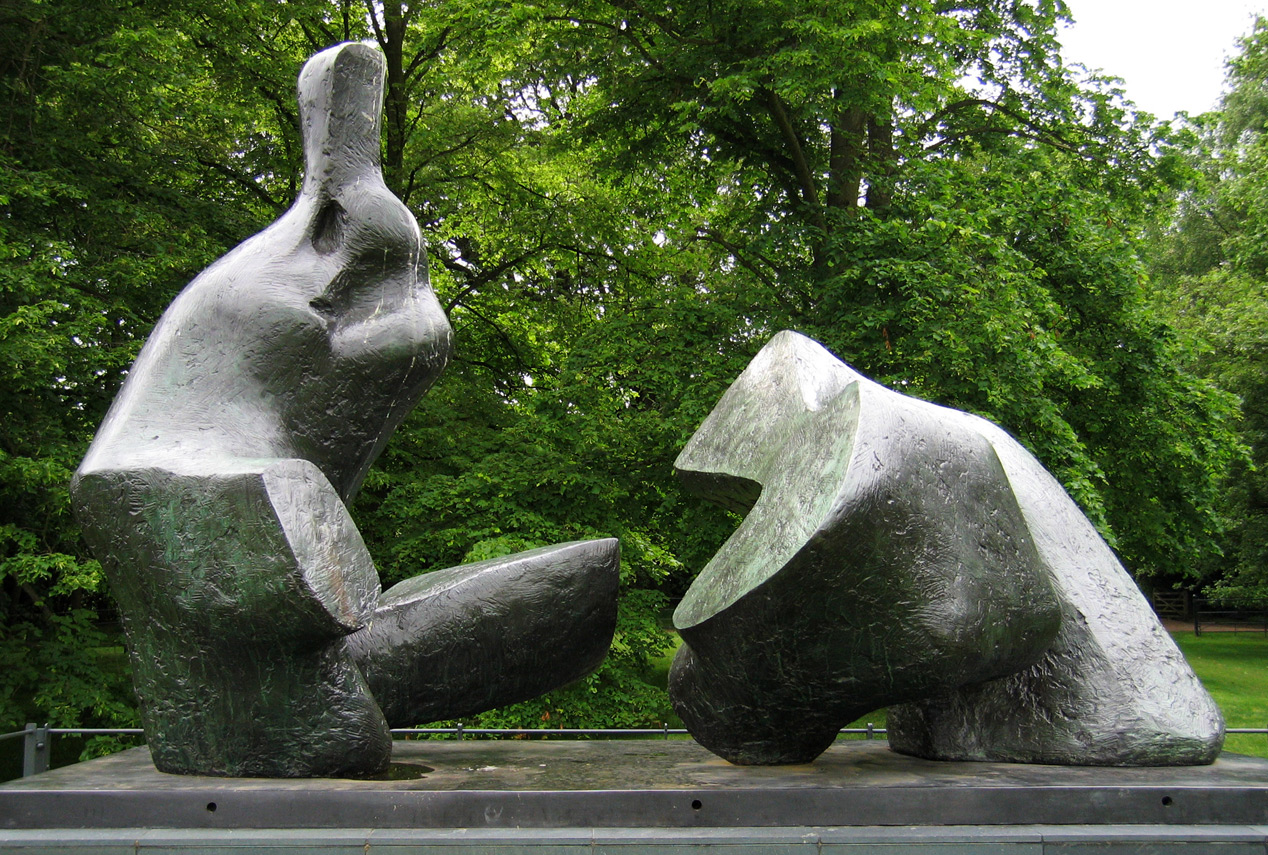
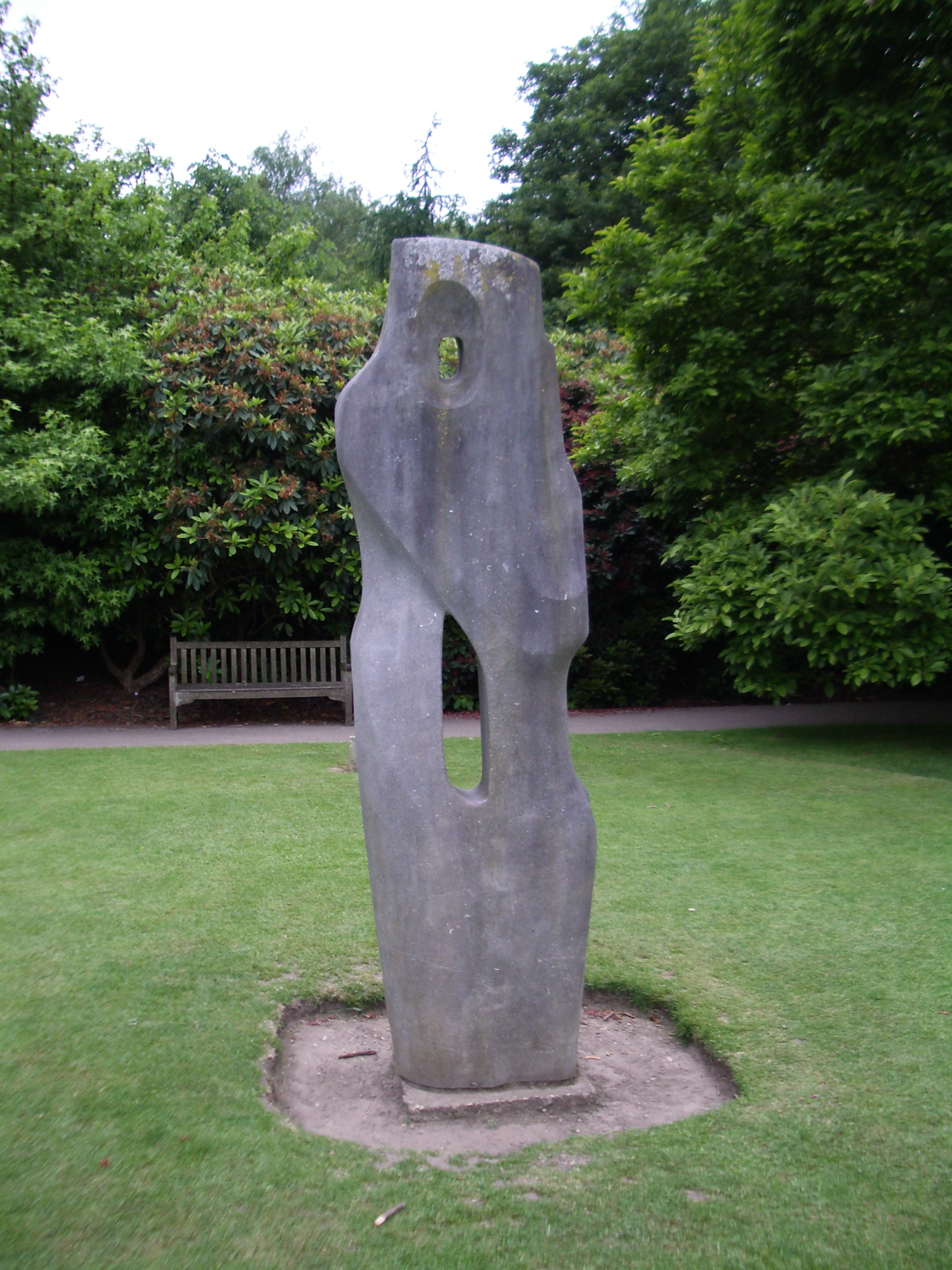
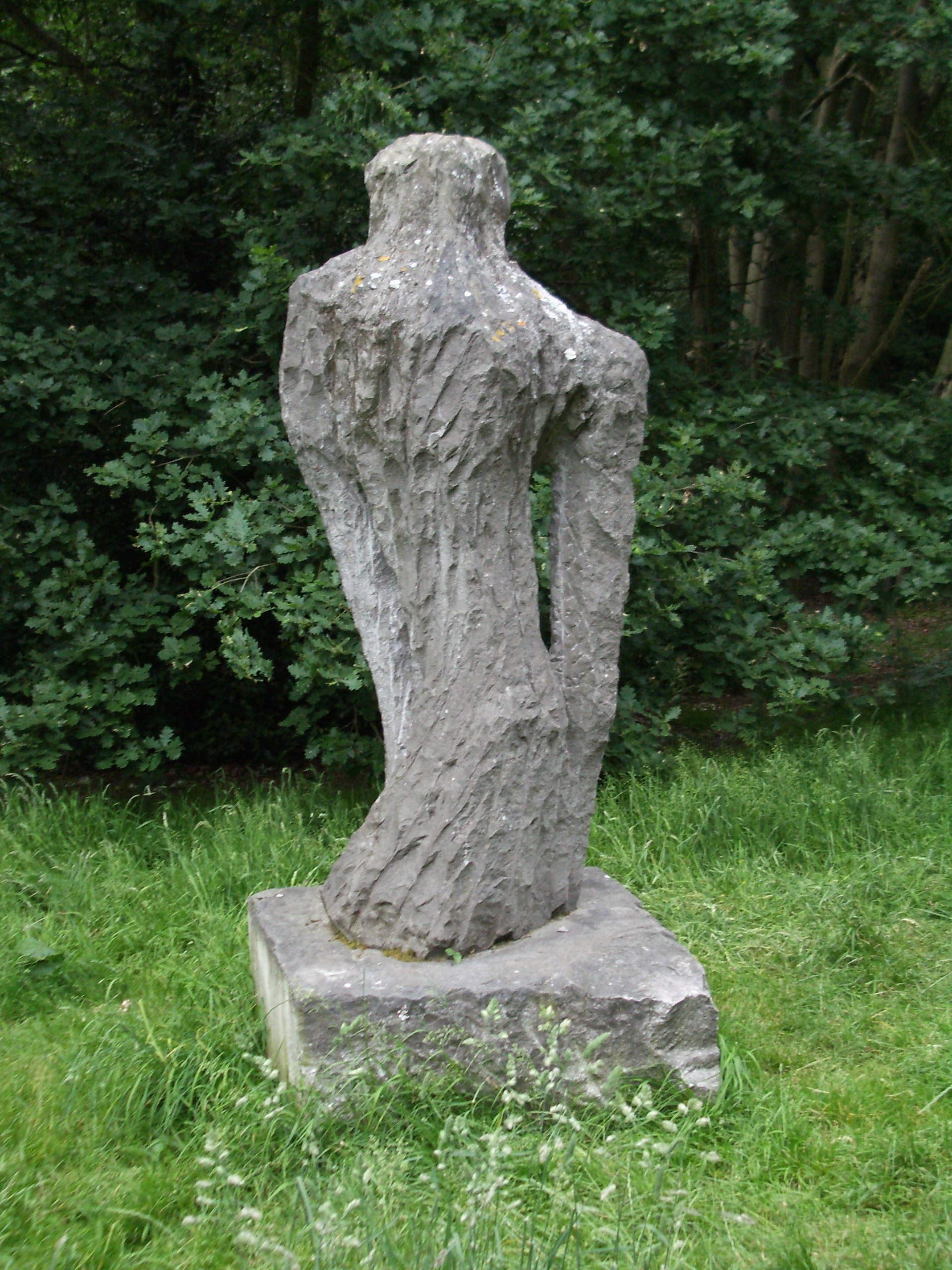

## نقاشان صاحب اثر در باغ موزه
- یوهانس فرمیر
- رامبرانت
- فرانس هالس
- توماس گینزبارو
- جاشوا رینولدز
- آنتونی فان دیک
- ویلیام ترنر
- فرانسوا بوشه
- تامس لاورنس